# Milagro mexicano
El milagro mexicano o desarrollo estabilizador fue un periodo de la historia económica de México basado en un modelo económico en el que se buscaba la estabilidad económica para lograr un desarrollo económico continuo y sostenido, a través de medidas ampliamente usadas en el mundo en ese momento, como el proteccionismo, un tipo de cambio fijo y facilidades a empresas nacionales fomentando el emprendimiento nacional.
Durante aquel momento, México llegó a crecer a tasas del 6% entre 1958 y 1970, la pobreza alimentaria disminuyó de manera sostenida durante el periodo, a lo que se suma en que México se convirtió en sede de las Olimpiadas de 1968 y el Mundial de Fútbol de 1970, muestra de la confianza que había en el país, que era considerado en el momento un modelo para la región latinoamericana.
Actualmente no existe un consenso sobre la fecha exacta de su inicio. Mientras algunos autores lo ubican de 1950 a 1970;[cita requerida] Carlos Tello Macías, profesor de la Facultad de Economía de la UNAM, y el ex secretario de Hacienda y Crédito Público, Antonio Carrillo Flores, lo ubican de 1954 a 1970, dando como inicio del periodo la devaluación del peso durante el Sábado de Gloria de 1954; mientras que Antonio Ortiz Mena acuñó el término Desarrollo estabilizador al referirse al periodo de su gestión como Secretario de Hacienda entre 1958 y 1970.
Antonio Ortiz Mena, quien fuera elegido como Secretario de Hacienda por Adolfo López Mateos y reelegido por Gustavo Díaz Ordaz, fue el principal artífice de la política económica ejercida durante el periodo, definiendo así al modelo en su libro El desarrollo estabilizador: Reflexiones sobre una época, como: «El esquema de crecimiento que conjuga la creación de un ahorro voluntario creciente y la adecuada asignación de los recursos de inversión con el fin de reforzar los efectos estabilizadores de la expansión económica», conforme dicha política se formuló que «el Estado tiene la responsabilidad, conforme a las leyes básicas de la nación, de promover y encauzar el desarrollo económico», con el propósito de «aumentar los salarios reales» y «mejorar la participación de los asalariados en el ingreso nacional disponible». Según esa concepción, el desarrollo económico consistía en «el aumento sostenido del volumen de producción por hombre ocupado; presupone básicamente un incremento en la dotación de capital que haga viable mejorar la productividad y el ingreso real de la fuerza de trabajo y mantener tasas adecuadas de utilidad».
De modo que desde el inicio de la administración de López Mateos la política económica dirigida por Ortiz Mena buscó cumplir con dos objetivos prioritarios: mantener la estabilidad monetaria, pero sin que ello significara descuidar el fomento al crecimiento económico del país; mientras el segundo se refería a conservar una inflación adecuada en los precios.

## Antecedentes
En 1946, con el fin de la Segunda Guerra Mundial las exportaciones de Estados Unidos hacia México aumentaron considerablemente, teniendo como resultado un saldo desfavorable para el Banco de México y sus divisas, generando un proceso de inflación. El gobierno de Miguel Alemán buscó combatir la inflación mediante el incremento de la producción agrícola e industrial a través de la sustitución de importaciones, modelo económico basado en poner limitaciones a las importaciones y crear facilidades a la producción y venta de mercancía nacional.
Sin embargo hasta 1948 las importaciones siguieron creciendo al igual que la inflación, generando un desequilibrio en la balanza de pagos de México. El gasto público fue destinado a lo largo del sexenio a incentivar el crecimiento económico. El modelo es precedido por el modelo de sustitución de importaciones, aunque conservando los principales puntos para la realización de este.

### Los principales objetivos planificadores
1. Elevar la calidad de vida de la población, sobre todo de los campesinos, obreros y ciertos sectores de la clase media..
2. Continuar aumentando el ingreso nacional.
3. Acelerar el proceso de diversificación de actividades productivas en la economía.
4. Avanzar en el proceso de industrialización dando preferencia a las industrias básicas.
5. Lograr un desarrollo regional más equilibrado.
6. Avanzar como país.

Algunas medidas que México optó durante este periodo, fueron:
- Devaluación del peso frente al dólar en 1954, con una nueva paridad de 12.50 pesos por dólar.
- Aumento de créditos al sector privado mediante la financiación de bancos públicos.
- Se llevan a cabo políticas de “mexicanización” que demandaba la no inversión extranjera
- Se impulsa fuertemente la producción de bienes intermedios y se empieza a fomentar la producción de bienes de capital.
- Se impulsan política proteccionista

### Historia
Desde la época de 1940 a 1956 se da en México un período de crecimiento hacia adentro, basado en el dinamismo del sector primario. Esta política puede definirse como crecimiento sin desarrollo, ya que el número de industrias del país aumentó. Durante el mandato del presidente  Manuel Ávila Camacho (1940-1946) se observa una notable estabilidad política y un crecimiento económico. Entre 1940 y 1945, el PIB crece a un ritmo de 7.4 %, índice nunca antes alcanzado en la etapa postrevolucionaria. Los sexenios presidenciales de Manuel Ávila Camacho y Miguel Alemán Valdés proporcionaron los medios para alentar el crecimiento económico, la consolidación del mercado interno y la inserción de México en la economía mundial. La actividad industrial registra un vigoroso crecimiento. La tasa de crecimiento del PIB (producto interno bruto) alcanza entre 1946 y 1952 un promedio anual del 5.8 %, con un gran crecimiento que incrementa la producción de la energía eléctrica y el petróleo y también de la industria manufacturera y de construcción en todo México.
Entre otras obras públicas, se construye el Centro Hospitalario 20 de Noviembre del ISSSTE, y unidades habitacionales como el Conjunto Urbano Nonoalco Tlatelolco o el Conjunto Habitacional Unidad Independencia en la delegación Magdalena Contreras, así mismo los cuatro primeros edificios de la unidad profesional de Zacatenco del Instituto Politécnico Nacional. También se modernizan los aeropuertos, redes telefónicas, telegráficas y de comunicaciones. El ferrocarril Chihuahua-Pacífico conecta el norte del país con la costa del Pacífico. Fue interventor del Banco Nacional Obrero y, desde 1933 hasta 1943, de Fomento en los Talleres Gráficos de la Nación y en 1962 inaugura la autopista México-Puebla que reducía el trayecto de entre 3 a 4 h (que se hacía por la antigua carretera federal) a solo 2 horas (en la nueva carretera de cuota 150D).
El 27 de septiembre de 1960 se nacionaliza la industria eléctrica y es creado el organismo descentralizado denominado "Compañía Mexicana de Luz y Fuerza" o Compañía de Luz y Fuerza. Así, la generación de electricidad, hasta entonces controlada por empresas extranjeras como The Mexican Light and Power Co., pasa a manos del gobierno. Además, se decreta el derecho del trabajador sobre una parte de las ganancias. También se establece que los trabajadores recibieran un aguinaldo a finales de cada año. Éste se recibiría con base en los días trabajados. Durante su sexenio la economía estuvo en auge gracias al secretario de hacienda Antonio Ortiz Mena (1958-1970).
El Desarrollo Estabilizador se puede resumir como "6-6 con 2-2" ya que se caracterizó por un crecimiento de la economía mexicana del 6.6 % anual con inflación de 2.2 % y en donde la producción agrícola fue sustituida por la industrial. El crecimiento industrial que México registró en estas épocas se basó en la expansión del mercado interno, propiciado por el crecimiento urbano y los efectos de la reforma agraria, además de que fue fundamental la consolidación de la infraestructura en las comunicaciones y en el sector de la energía y de gran trascendencia la participación de la inversión extranjera que modificaría la planta industrial. El Estado utilizó políticas económicas proteccionistas, las cuales se utilizaron para proteger a los productores nacionales de la competencia extranjera, también consistía en el cobro de aranceles o cuotas en las importación, para encarecer los productos extranjeros y que esto a su vez provocara las compras de productos nacionales. Durante este modelo México mostró una estabilidad económica, una baja inflación y crecimiento de las ciudades. México experimento un crecimiento económico sostenido, la estabilidad de precios, y una tasa media de crecimiento anual del producto interno bruto (PIB) de 6.56 %; el PIB por habitante creció año con año en 3.74 % y la Inversión Fija Bruta por habitante lo hizo en poco más de 6 %.
Una estrategia de desarrollo adoptada como parte de la política económica de Adolfo Ruiz Cortines, fue orientada a mantener un buen ritmo de crecimiento, por lo que se decidió hacer intentos para lograr la estabilización de la economía nacional. Mientras que en el sexenio de Adolfo López Mateos la economía adquirió dos características: lograr el mayor desarrollo a partir de la estabilidad monetaria. Así el gobierno de Gustavo Díaz Ordaz retomó con mayor firmeza la política económica de su antecesor.
Sin embargo México empezó a vivir envuelto en un proceso inflacionario; en los años 1970 el país reveló déficit social, la producción industrial llegó a su límite con la política de sustitución de importaciones. El campo se hizo dependiente de los subsidios oficiales y no alcanzó a industrializarse (hubo un déficit social). Finalmente la inflación tronó la economía (situación aprovechada por los grupos empresariales para increpar al gobierno y fortalecer su poder): provocando así la crisis de 1976 y dejando que la inflación alcanzara el 18 %.

### Crecimiento hacia adentro
De 1956 a 1976 la economía mexicana gira ciento ochenta grados, creciendo hacia adentro, vía la sustitución de importaciones; es decir, México debía producir lo que consumía. La economía mexicana estuvo basada en el dinamismo del sector industrial. El crecimiento industrial en el período 1940 -1970 mantuvo un ritmo de crecimiento sostenido.
Contexto económico global del desarrollo estabilizador
El periodo que va de 1954 a 1970, fue de prosperidad para los 16 países capitalistas más desarrollados. En esos años, en promedio, el crecimiento de su producto interno bruto por persona fue de 4 % al año, en términos reales, y la variación anual de los precios al consumidor fue de tan sólo 3.3 % en promedio. Algunos de esos países registraron tasas de crecimiento económico espectaculares: Japón tuvo un crecimiento anual de su producto interno bruto por persona de 9 %, Alemania de 5 % e Italia y Francia de algo menos de 5 %. Todos ellos con relativa estabilidad de los precios.  
La Edad de Oro del Capitalismo, como la ha llamado Angus Maddison, presentó oportunidades de todo tipo a los países en proceso de desarrollo. México fue uno de esos países que se organizó para aprovechar las que en materia de comercio, inversión, turismo, crédito y muchas otras cosas más ofrecía la acelerada expansión de la economía mundial.
Ya en otros períodos México había registrado tasas de crecimiento relativamente aceleradas: durante veinte años, entre 1935 y 1953, el producto interno bruto por persona, en términos reales, creció en promedio a una tasa anual de más de 3 %.[cita requerida] Pero ese crecimiento económico estuvo acompañado, en algunos años, por presiones inflacionarias. En cambio, de 1954 a 1970, el crecimiento promedio anual del producto interno bruto por persona, que fue de 3.4 %, se logró con estabilidad de los precios internos. De ahí su nombre: Desarrollo Estabilizador. Nombre, por cierto, con el que presentó en septiembre de 1969 un documento Antonio Ortiz Mena en las reuniones anuales del Fondo Monetario Internacional y del Banco Mundial celebradas en Washington D. C., Estados Unidos.

## El papel de la política en el desarrollo estabilizador
En esencia el Desarrollo Estabilizador partía del hecho de que había una vicepresidencia económica: la Secretaría de Hacienda y Crédito Público. En la práctica, el Desarrollo Estabilizador fue una división del trabajo entre el gobierno, por una parte y, por la otra, los empresarios, los obreros (incluyendo maestros y burocracia) y los campesinos–a los banqueros–, se comprometían a invertir, y mucho, y a cambio de ello tendrían utilidades considerables. El gobierno les daría el apoyo necesario, incluyendo todo tipo de subsidios, para que así fuese. El sistema tributario no gravaría en exceso a las utilidades de sus empresas y los intereses y los dividendos mantendrían su carácter de ingreso personal anónimo para fines tributarios. 
La industrialización del país, que llevarían a cabo fundamentalmente los particulares con el apoyo del sector público, se desenvolvería, en el capítulo de las manufacturas, bajo un rígido sistema de protección (tarifas y controles cuantitativos) frente a la competencia del exterior. A cambio de todo ello, los empresarios se comprometían a dejar en manos del gobierno (en realidad en manos de la Secretaría de Hacienda y Crédito Público) todo lo relacionado con la definición de la política económica y social y ciertas actividades clave para el desarrollo nacional (i.e., energéticos). De surgir algún conflicto, se resolvería en los corredores de Palacio Nacional (domicilio de la Secretaría de Hacienda y Crédito Público). De no llegarse a un acuerdo, se acudiría al árbitro de última instancia, el presidente de la República.
Una clara y reveladora expresión de la política de gobierno en materia económica, fue la que se precisó en un comunicado conjunto, de 1960, en el que los secretarios de Ortiz Mena, de Hacienda, y Raúl Salinas, de Industria y Comercio, ofrecieron a los empresarios todo tipo de garantías, incluyendo la que si sus empresas llegaran a quebrar, el Estado intervendría para salvarlas.
A los propietarios agrícolas y ganaderos en buena medida, pero también, en alguna proporción, a los campesinos (ejidatarios y comuneros) organizados en la Confederación Nacional Campesina (CNC) se les ofrecía confianza y garantías a la pequeña (y a la no tan pequeña) propiedad, precios de garantía, sistemas de almacenamiento, crédito creciente en términos razonables (con tasa de interés subsidiada), extensas tierras con agua asegurada (distritos de riego), apoyos de todo tipo para mecanizar y tecnificar los cultivos. A cambio de ello, los campesinos se comprometían a trabajar y mantener seguridad y paz social en el campo.
El gobierno hizo lo posible para que la estabilidad política y el crecimiento económico se apoyaran mutuamente. La primera, al permitir sostener políticas de promoción a largo plazo y, el segundo, a su vez, al hacer que la situación de todas las clases sociales tendiera a mejorar a pesar de las desigualdades en la distribución del ingreso. La clave de ese logro, residió en el aprovechamiento de una estructura, una tradición y un arte políticos que no estuvieron meramente al servicio de la clase dominante, si bien promovieron con gran eficacia los intereses de esta, y que se pudo aparecer ante otras clases como capaces de velar también por sus intereses.
El desarrollo se vería frenado durante la época de Gustavo Díaz Ordaz cuando la desigualdad de ingreso entre las clases sociales del país y los entornos urbano y rural, así como los niveles de desempleo, aumentaron drásticamente.
Los costos de la política empleada en la constitución de este modelo fueron altos para la sociedad mexicana, pues la generación circundante a esta época presenció una de las fases más represivas del Estado. Así como se pedía a todo agente individual poner de su parte para lograr la meta común y mantener la estabilidad social, todo movimiento que atentara con el clima de paz impuesto por el Estado era silenciado. Ejemplo de ello es el movimiento magisterial (1958), la huelga ferrocarrilera (1959) y el movimiento médico (1964-1965), los cuales no fueron reconocidos como legítimos y justos, siendo perseguidos, despedidos y encarcelados en la Penitenciaría de Lecumberri todo líder de movimiento laboral.
Además, el golpe más fuerte que asentó el Estado ocurrió durante el verano de 1968, cuando jóvenes, en su mayoría estudiantes de clase media (grupo social, que, de hecho, se había fortalecido con la estabilización), tomaron las calles para demandar la libertad y democracia que el gobierno mantenía en sus manos. La respuesta del Poder Ejecutivo sería: “Hemos sido tolerantes hasta excesos criticados; pero todo tiene su límite y no podemos permitir ya que siga quebrantando irremisiblemente el orden jurídico, como a los ojos de todo mundo ha venido sucediendo”.
A la factura social se comenzaba a sumar progresivamente problemas económicos devenidos del agotamiento del desarrollo estabilizador, reflejado en la llegada de la década de los setenta, época en la cual se presentaría la “desestabilización económica” , causado por las mismas prácticas que la Secretaría de Hacienda había mantenido por cerca de dos sexenios atrás. Entre los principales problemas señalados por Hugo Margáin y Mario Ramón Beteta, funcionarios hacendarios que habían colaborado con el modelo de estabilización, se encontró el endeudamiento, pues si algo bien caracteriza a este modelo es el sostén de la inversión pública en base de los préstamos externos, los cuales no pudieron ser liquidados ante la falta de ahorro de la Administración Pública y el nulo crecimiento de la infraestructura que permitiera el desarrollo interno del país.

## Críticas al modelo
La crítica más grande del desarrollo estabilizador fue que empeoró la distribución del ingreso y nunca logró que los beneficios de un mayor crecimiento económico llegaran a las clases más necesitadas. Otros de los puntos negativos reconocibles de este período son:
-La escasa competencia en el mercado causada por el entorno preponderantemente proteccionista, causando la formación de oligopolios que limitaban la oferta a la que los consumidores podían optar.
-La poca atención que se le dio al sector agropecuario en forma de menor inversión, lo cual se manifestaría en niveles bajos de crecimiento en dicho sector, provocando para algunos, una de las causas de la crisis que terminaría estallando en tiempos del periodo de Luis Echeverría.
-Un régimen político cerrado, virtualmente de partido único, fue el complemento de un esquema económico en el que el poder se concentraba fuertemente en la presidencia.
En resumen, la debilidad estructural que se provocó a través del proteccionismo desmedido, los subsidios crecientes y una estructura oligopólica de los mercados llevaron al agotamiento mismo del modelo. Las características de la industria eran de ineficiencias escondidas, altas tasas de ganancia y un debilitamiento gradual de las finanzas públicas. Por lo mismo, hubo la creación de muchas empresas y sectores que subsistían en condiciones antieconómicas y un deterioro de las cuentas externas que condujeron a un endeudamiento externo severo. 

## Conclusiones
El desarrollo estabilizador es la continuación de una política proteccionista y de gran intervención del Estado como agente económico en la promoción del sector industrial, iniciada en los años posteriores a la Revolución mexicana y a la Segunda Guerra Mundial.
La estrategia se basó en una aceleración selectiva del gasto del gobierno, principalmente hacia el fomento de la industria interna. La política comercial  para el logro del objetivo del equilibrio en la balanza de pagos se basó en no devaluar nuevamente el peso, como se había hecho varias veces en años anteriores, sino en la utilización del endeudamiento externo a largo plazo, para complementar los recursos que antes aportaban las exportaciones.[cita requerida]
Se decidió no utilizar la tasa de cambio como mecanismo de ajuste al desequilibro externo (aceptándose la continuidad del mismo) y apoyarse principalmente en el capital extranjero (inversión extranjera directa y deuda externa) como fuente de financiamiento del déficit en cuenta corriente de la balanza de pagos. 
“El logro del modelo de crecimiento estabilizador fue haber alcanzado un equilibrio interno completo (crecimiento con estabilidad de precios), a costa de un continuo y permanente desequilibrio externo, financiado con capital extranjero y un creciente déficit gubernamental (del gobierno federal y empresa públicas) financiado con endeudamiento interno y externo”.
En resumen, la estrategia, es decir la dirección y metas de política se orientaron a atacar la brecha ahorro inversión, y se aceptó como dada la brecha comercial, apoyándose en el capital extranjero para financiar dicho equilibrio.
El crecimiento sostenido durante ese periodo costó generar condiciones, para los años subsecuentes, de concentración y control por parte de la inversión extranjera del sector más dinámico de la economía, la producción manufacturera.
Puede convenirse, por tanto, que el Desarrollo Estabilizador presentó un gran éxito en aquello referido a alentar el máximo nivel de producción bajo estabilidad de precios. Esto implica que el crecimiento se había logrado en gran medida, sin embargo, no significó así la erradicación de la pobreza ni la desigualdad. Mientras la industria vivió su apogeo, la agricultura disminuyó su crecimiento. Se dio un proceso de desarrollo con un sesgo urbano y desinterés hacia la disparidad en el ingreso. 